# Petrocosmea begoniifolia
Petrocosmea begoniifolia är en tvåhjärtbladig växtart som beskrevs av Cheng Yih Wu och Hsi Wen Li. Petrocosmea begoniifolia ingår i släktet Petrocosmea och familjen Gesneriaceae. Inga underarter finns listade i Catalogue of Life.